# Pere Duran i Farell
Pere Duran i Farell (Caldes de Montbui, 27 de febrer de 1921 - Barcelona, 11 de juliol de 1999) fou un enginyer i empresari català, modernitzador de la indústria catalana a través de la introducció a Catalunya i a l'estat Espanyol del gas natural, també fou impulsor i desenvolupador del Gasoducte Pere Duran Farell que uneix els jaciments de gas natural de Hassi R'Mel (Algèria) a Còrdova a través del Marroc i l'estret de Gibraltar, que es gestava ja el 1960 i que es va començar a fer realitat el 1962.

## Biografia
Fill de Josep Maria Duran i Girbau de Can Duran (Palau-solità) i de Dolors Farell i Mas. Al començar la guerra civil espanyola la seva família es va traslladar de Caldes de Montbui a Barcelona. El 1940 va aprovar el batxillerat i marxà a Madrid a estudiar enginyeria de camins. Per pagar-se els estudis va fer d'aprenent de torner i va fer classes. Es va llicenciar el 1947, data en què va començar a treballar al grup Banco Urquijo, esdevenint el primer enginyer de camins que no treballava per l'administració pública. Va esdevenir un home de confiança del grup del Banco Urquijo a Catalunya, raó per la qual ocupà càrrecs executius o representatius en empreses com Hidroelèctrica de Catalunya, La Maquinista Terrestre i Marítima i Catalana de Gas i Electricitat, on hi desenvolupà una important tasca de modernització.
El 1948 es va casar amb Montserrat Vall-llosera i Vilaplana, amb qui tindria sis fills. El 1960 va viatjar per primer cop a Algèria, que en aquell moment estava en guerra, i es plantejà la possibilitat de portar gas natural a la península Ibèrica des de l'Àfrica. El 5 d'octubre de 1962 Algèria va aconseguir la independència de França i Duran i Farrell va entrar a formar part del nou govern del país. En els anys següents continuaria a cavall entre Algèria i Catalunya, on va promoure una xarxa de gasificació.
El 1963 va viatjar per primer cop al Japó, país que li va fascinar i on va adquirir la seva passió pels bonsais. Fou el promotor de Gas Natural S.A i Hifrensa (central nuclear de Vandellòs), dues realitzacions noves en el camp energètic català.
Intentà la creació d'un hòlding industrial a través de la Corporació Industrial Catalana, però el 1973 Enagas va expropiar-li una part de la xarxa de distribució de Catalana de Gas, ja que el govern franquista volia evitar que el gas natural entrés a Espanya des de terres catalanes per una empresa privada. Durant el període de transició espanyola, li foren oferts diferents càrrecs polítics, que sempre rebutjà.
El 1982 va rebre la Creu de Sant Jordi, poc després va fundar l'Associació Catalana d'Amics del Bonsai i fou president de la junta general d'accionistes de Catalana de Gas i Electricitat des del 1984. Un any després, el 1985, va crear la Fundació Catalana de Gas.
El 1987 va encarregar a Maria José Conde la tasca de catalogar la seva col·lecció privada d'arqueologia. El mateix any va rebre l'encàrrec de Pasqual Maragall de comissariar la reforma del MNAC, fent d'enllaç entre les diferents administracions. Fou un dels impulsors del museu tal com se'l coneix actualment.
Entre 1992 i 1997 presidí l'hòlding Gas Natural SDG. Entre 1991 i 1993 fou president del Patronat del Museu Nacional d'Art de Catalunya i també fou membre del Club de Roma. El 1993 deixà molts dels seus càrrecs culturals per concentrar els seus esfoços en l'expansió de Gas Natural.

## Premis i condecoracions
- 1982- Creu de Sant Jordi
- 1998- Creu de l'Orde d'Isabel la Catòlica

## Llegat
- L'any 2000, la Universitat Politècnica de Catalunya va establir el Premi Duran Farell d'Investigació Tecnològica, que "té com a finalitat incentivar l'excel·lència investigadora, mitjançant el reconeixement de la qualitat d'un treball de recerca dut a terme en el camp de la tecnologia"[6]
- El 2012, es va dedicar un carrer de Barcelona a Pere Duran i Farell.[7]